# Oca
Oca (Oxalis tuberosa) är en växt från Anderna, som odlades av inkafolket och fortfarande odlas av bönder i Bolivia, Peru och Ecuador. Dess rotknölar är ätliga.
Oca betraktas felaktigt ofta som en släkting till potatisen, som i likhet med den härstammar från Sydamerika och väl tål höghöjdsklimatet. Den tar längre tid att växa och ger lägre avkastning än potatisen vilket förklarar att den inte odlas i andra länder. Undantaget är Nya Zeeland, där den infördes i slutet på 1800-talet och blev mycket populär; där kallas oca för New Zealand Yam.